# Julien Fournié
Pour les articles homonymes, voir Fournié.
Ne doit pas être confondu avec Julien Fournier.
Julien Fournié, né le 19 avril 1975, est un créateur de haute couture. Il a créé l’entreprise française de luxe qui porte son nom en 2009. Il a reçu du ministère français de l'Industrie, l'appellation « haute couture » depuis janvier 2017 ; Julien Fournié est « membre permanent » de la Chambre syndicale de la haute couture.

## Premières années
Après le baccalauréat, il poursuit des études de médecine. Il fait deux années de « prépa » et une licence de biologie. Il choisit ensuite d'étudier la mode et poursuit ses études à l’École de la Chambre Syndicale de la Couture Parisienne. Il en sort diplômé en 2000.
Au cours de ces trois années d’études, il multiplie les stages auprès de maisons prestigieuses. Après une première expérience chez Nina Ricci, il passe aux accessoires chez Dior, puis chez Givenchy Haute Couture. Il commence un nouveau stage chez Céline lorsque Jean Paul Gaultier l’engage comme « assistant styliste haute couture ». Fin 2001, il rejoint le studio de Claude Montana comme « styliste prêt-à-porter et accessoires ».

## Carrière dans la mode

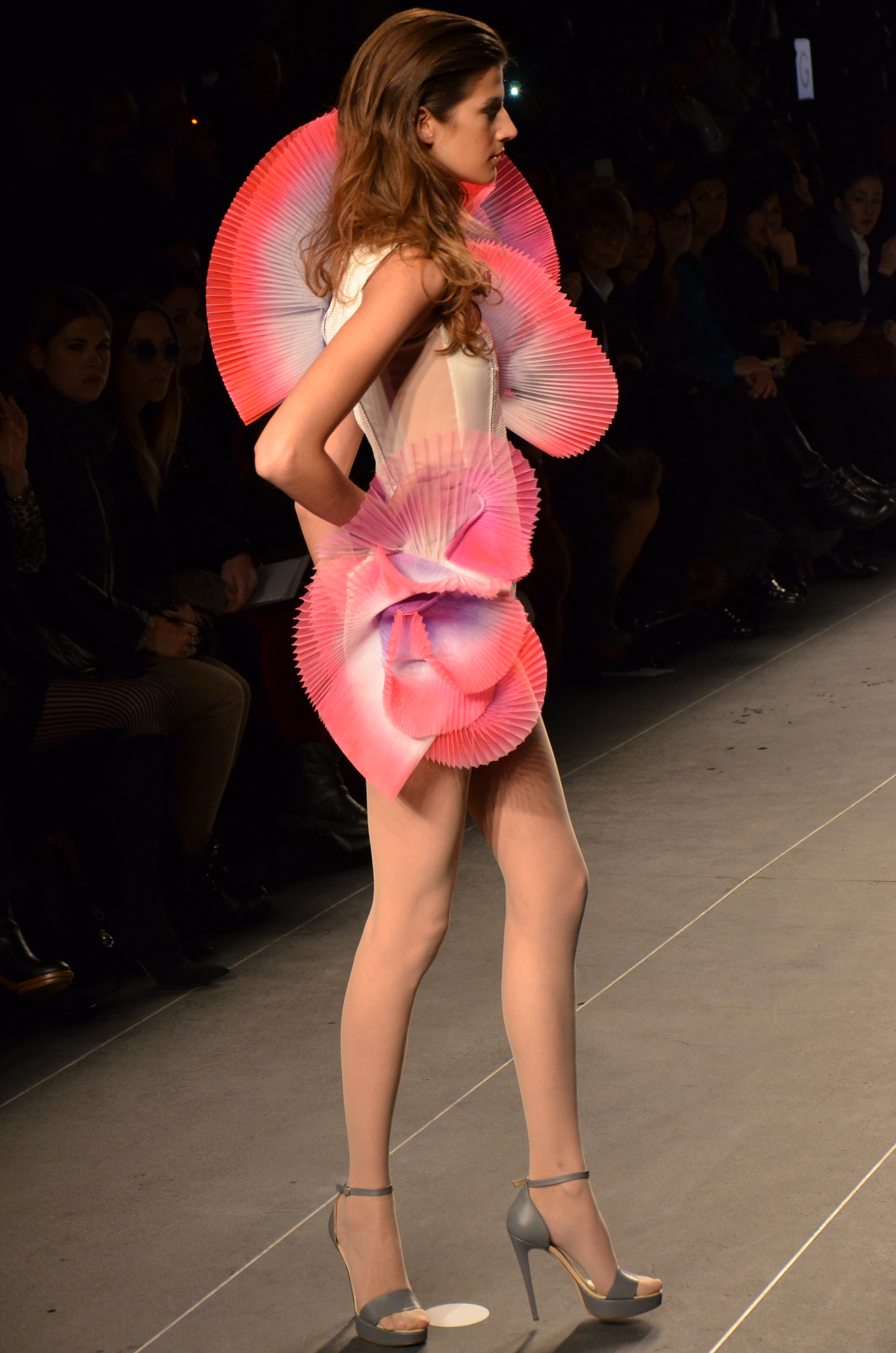
Collection printemps/été 2012

Julien Fournié est recruté en 2003 comme directeur du style du prêt-à-porter chez Torrente. Il est nommé directeur artistique de l’ensemble de ses lignes en septembre 2003. Il y a signé quatre collections : « Paris-Hollywood » (PaP Printemps-Été 2004), « Paris-Oz » (Haute Couture Printemps-Été 2004), « Paris–Cotton Club » (PaP Automne-Hiver 2004-2005) et « Paris–1,Rond-Point » (Haute Couture Automne-Hiver 2004-2005). 
Après avoir conseillé plusieurs marques de prêt-à-porter en Asie et particulièrement en Corée du Sud, tout en créant divers accessoires pour Charles Jourdan, il a rejoint en tant que directeur artistique la maison Ramosport début 2008. Julien Fournié décide de fonder en 2009 une maison de mode. 
Grâce à une de ses robes peintes à la main, il est lauréat du grand prix de la Création de la Ville de Paris en 2010. En janvier 2011, pour sa première participation au calendrier officiel de la haute couture en qualité de « membre invité », il crée l'événement en ne faisant défiler que des mannequins noires sur le podium de sa collection intitulée « Premières Couleurs »,. De même, son défilé parisien Printemps-été 2013 crée l'événement en faisant défiler un mannequin enceinte à quelques semaines de l'accouchement, portant une robe moulante et tenant ses hauts talons à la main,. Son défilé au cours de la « French Couture Week 2012 » à Singapour retient également l'attention, cette fois involontairement, en raison de la chute d'une des mannequins vêtue d'une robe longue échancrée et de talons aiguilles,. 
Julien Fournié obtient le label Haute couture en janvier 2017 ; il devient ainsi « membre permanent » de la Chambre syndicale.

## Mode et Nouvelles Technologies
Dès les débuts de sa Maison éponyme, Julien Fournié a été considéré comme un pionnier dans le domaine des nouvelles technologies.
- Avec Dassault Systèmes, Julien Fournié commence à collaborer en 2010, pour le lancement du FashionLab , l'incubateur de technologie spécialisé dans la mode. Avec le géant français, le couturier partage un rêve : pousser les limites  des outils et des solutions numérique 3D afin qu'elles servent l'industrie de la mode .
- En 2017, parce qu'il utilise exclusivement pour dessiner ses modèles la tablette IPad Pro, le PDG d'Apple, Tim Cook rend visite à Julien Fournié dans son studio de création parisien pour mieux comprendre comment il utilise cet outil .
Enfin, en 2021, avec sa collection « First Squad » (Première Tribu), Julien Fournié est le premier créateur de Haute Couture au monde à collaborer avec Tencent, un des leaders mondiaux des plateformes numériques, notamment dans le domaine des jeux vidéo. Il conçoit les premiers vêtements virtuels de Haute Couture pour le jeu PUBG Mobile .

## Prix et distinctions
- 2000 : prix Moët & Chandon aux Paris Fashion Awards
- 2010 : grand prix de la Création de la Ville de Paris (discipline : mode, catégorie : confirmé)
- 2010 : admission à défiler dans le calendrier de la haute couture au titre de « membre invité » à partir de janvier 2011.
- 2017 : Maison labellisée haute couture.